# Електрофільність
Еле́ктрофі́льність (рос. электрофильность, англ. electrophilicity) —
1. Властивість бути електрофілом (електрофільним реагентом).
2. Відносна реактивність електрофіла, якісно пов'язана з його кислотністю за Льюїсом, але оцінювана не відносними константами рівноваги, а відносними константами швидкості реакцій ряду електрофілів з однаковим субстратом (звичайно при атаці на атом С).